# Nicolás Capraro
Nicolás Capraro (Buenos Aires, 3 marzo 1998) è un calciatore argentino, difensore del Barracas Central.

## Caratteristiche tecniche
È un difensore centrale.

## Carriera
Capraro è cresciuto nei settori giovanili di Boca Juniors e Vélez Sarsfield, con cui ha firmato il primo contratto professionistico nel novembre del 2017.
Nel 2019 è stato ceduto in prestito all'Olimpo dove ha debuttato nel Torneo Federal A l'8 settembre nell'incontro pareggiato 0-0 contro il Camioneros. Ha segnato il suo primo gol il 24 febbraio 2020 nel successo per 5-0 sul Cipolletti. A fine stagione il contratto con il Vélez è scaduto e Capraro ha firmato un nuovo contratto con l'Olimpo.
Il 3 gennaio 2023 è stato ceduto in prestito al Barracas Central.

## Statistiche

### Presenze e reti nei club
Statistiche aggiornate al 12 aprile 2025.
| Stagione                | Squadra                 | Campionato              | Campionato | Campionato | Coppe nazionali | Coppe nazionali | Coppe nazionali | Coppe continentali | Coppe continentali | Coppe continentali | Altre coppe | Altre coppe | Altre coppe | Totale | Totale | Totale |
| Stagione                | Squadra                 | Comp                    | Pres       | Reti       | Comp            | Pres            | Reti            | Comp               | Pres               | Reti               | Comp        | Pres        | Reti        | Pres   | Reti   |        |
| ----------------------- | ----------------------- | ----------------------- | ---------- | ---------- | --------------- | --------------- | --------------- | ------------------ | ------------------ | ------------------ | ----------- | ----------- | ----------- | ------ | ------ | ------ |
| 2020                    | Olimpo                  | TFA                     | 23         | 1          | -               | -               | -               | -                  | -                  | -                  | -           | -           | -           | 23     | 1      |        |
| 2021                    | Olimpo                  | TFA                     | 28         | 2          | -               | -               | -               | -                  | -                  | -                  | -           | -           | -           | 28     | 2      |        |
| 2022                    | Olimpo                  | TFA                     | 31         | 3          | CA              | 2               | 0               | -                  | -                  | -                  | -           | -           | -           | 33     | 3      |        |
| Totale Olimpo           | Totale Olimpo           | Totale Olimpo           | 82         | 6          |                 | 2               | 0               |                    | -                  | -                  |             | -           | -           | 84     | 6      |        |
| 2023                    | Barracas Central        | PD                      | 17         | 1          | CA+CdL          | 2+13            | 0               | -                  | -                  | -                  | -           | -           | -           | 32     | 1      |        |
| 2024                    | Barracas Central        | PD                      | 25         | 0          | CA+CdL          | 1+15            | 0+1             | -                  | -                  | -                  | -           | -           | -           | 41     | 1      |        |
| 2025                    | Barracas Central        | PD                      | 4          | 0          | CA              | 0               | 0               | -                  | -                  | -                  | -           | -           | -           | 4      | 0      |        |
| Totale Barracas Central | Totale Barracas Central | Totale Barracas Central | 46         | 1          |                 | 31              | 1               |                    | -                  | -                  |             | -           | -           | 77     | 2      |        |
| Totale carriera         | Totale carriera         | Totale carriera         | 128        | 7          |                 | 33              | 1               |                    | -                  | -                  |             | -           | -           | 161    | 8      |        |